# HomeAway
HomeAway, Inc. ist ein Vermittler von Ferienwohnungen, der nach eigener Aussage eine Angebotspalette von mehr als einer Million Urlaubs- bzw. Ferienwohnungen in 190 Ländern hat. Die Kapitalgesellschaft nach US-amerikanischem Recht ist eine Tochtergesellschaft von Expedia und hat 40 Webseiten in 22 Sprachen (Stand: 31. Dezember 2014). Das Unternehmen wirbt mit einer globalen Auswahl unterschiedlicher Unterkünfte – Hütten, privaten und gewerblich betriebenen Ferienwohnungen und -häusern, von Bauernhöfen, bis zu Villen und Burgen verschiedener Hotels für Familien und Gruppen vermitteln zu können.
Der deutsche Ableger heißt FeWo-direkt.de.

## Geschichte
Im Jahr 2005 begann HomeAway mit der Übernahme verschiedener Anbieter, deren Angebote und Internetauftritte das Unternehmen, unter Beibehaltung der Domains, zentralisierte.
Folgende Webseiten sind mit HomeAway verbunden:
| Kaufdatum | Webseite               | Sitz                   |
| --------- | ---------------------- | ---------------------- |
| 2005      | CyberRentals.com       | USA                    |
| 2005      | GreatRentals.com       | USA                    |
| 2005      | A1Vacations.com        | USA                    |
| 2005      | TripHomes.com          | USA                    |
| 2005      | HomeAway.co.uk         | Vereinigtes Königreich |
| 2005      | FeWo-direkt.de         | Deutschland            |
| 2006      | VRBO.com               | USA                    |
| 2007      | Abritel.fr             | Frankreich             |
| 2007      | VacationRentals.com    | USA                    |
| 2007      | OwnersDirect.co.uk     | Vereinigtes Königreich |
| 2009      | Homelidays.com         | Frankreich             |
| 2010      | HomeAway.it            | Italien                |
| 2010      | BedandBreakfast.com    | USA                    |
| 2010      | AlugueTemporada.com.br | Brasilien              |
| 2010      | Instant Software       | USA                    |
| 2010      | Escapia                | USA                    |
| 2011      | RealHolidays.com.au    | Australien             |
| 2012      | Toprural.com           | Spanien                |
| 2013      | Travelmob              | Singapur               |
| 2013      | Stayz Australia        | Australien             |
| 2013      | Bookabach.co.nz        | Neuseeland             |
| 2014      | Glad to Have You, Inc. | USA                    |
| 2015      | Dwellable              | USA                    |